# Satyrtragopan
Der Satyrtragopan (Tragopan satyra) ist eine Vogelart aus der Familie der Fasanenartigen (Phasianidae).

## Beschreibung

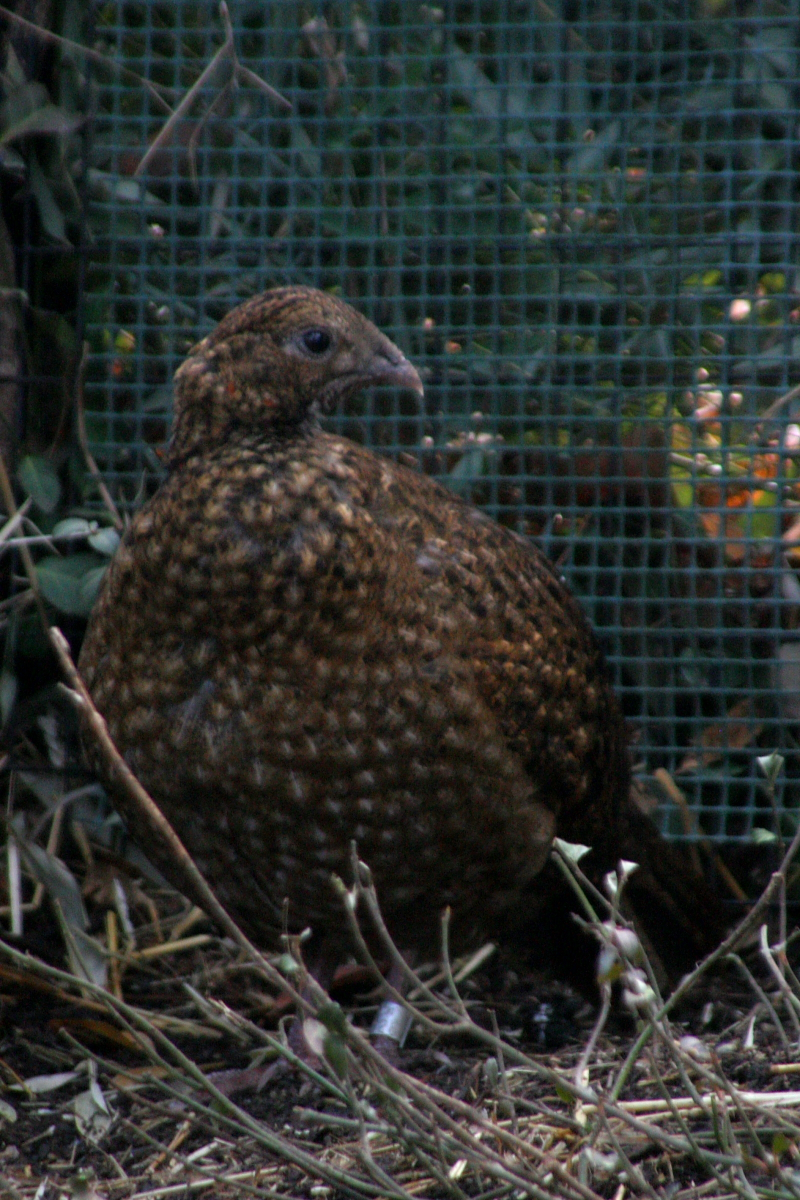
Satyrtragopan (Weibchen)

Männchen und Weibchen weisen wie bei fast allen Fasanenartigen einen starken Geschlechtsdimorphismus auf. Der Hahn ist prächtig gefärbt mit „Augenpunkten“ an den Federenden und erreicht eine Länge von 67 bis 72 cm. Er hat einen schwarzen Kopf und einen blauen Kehllatz, den er in der Balz zum Vorschein bringt, der aber gewöhnlich im Federkleid verborgen ist. Die Unterseite und der Kropf sind rot mit kleinen weißen Flecken. Das Federspektrum der Hähne erinnert an das eines Pfaus. Auf der Unterseite hat er braungetupfte Federn und er ist dazu in der Lage in der Balz seine Augenfedern imponierend aufzustellen. Das braun-beige getupfte Weibchen erreicht eine Länge von rund 58 cm. Die männlichen Tiere wiegen zwischen 1,5 und 2 kg. Die Weibchen zwischen 1 und 1,5 kg.

## Verbreitung
Die Art kommt in den regenreichen Wäldern in Höhen zwischen 1800 und 3900 m in Indien, Nepal, Sikkim, Bhutan, Südchina und Tibet vor.

## Lebensweise

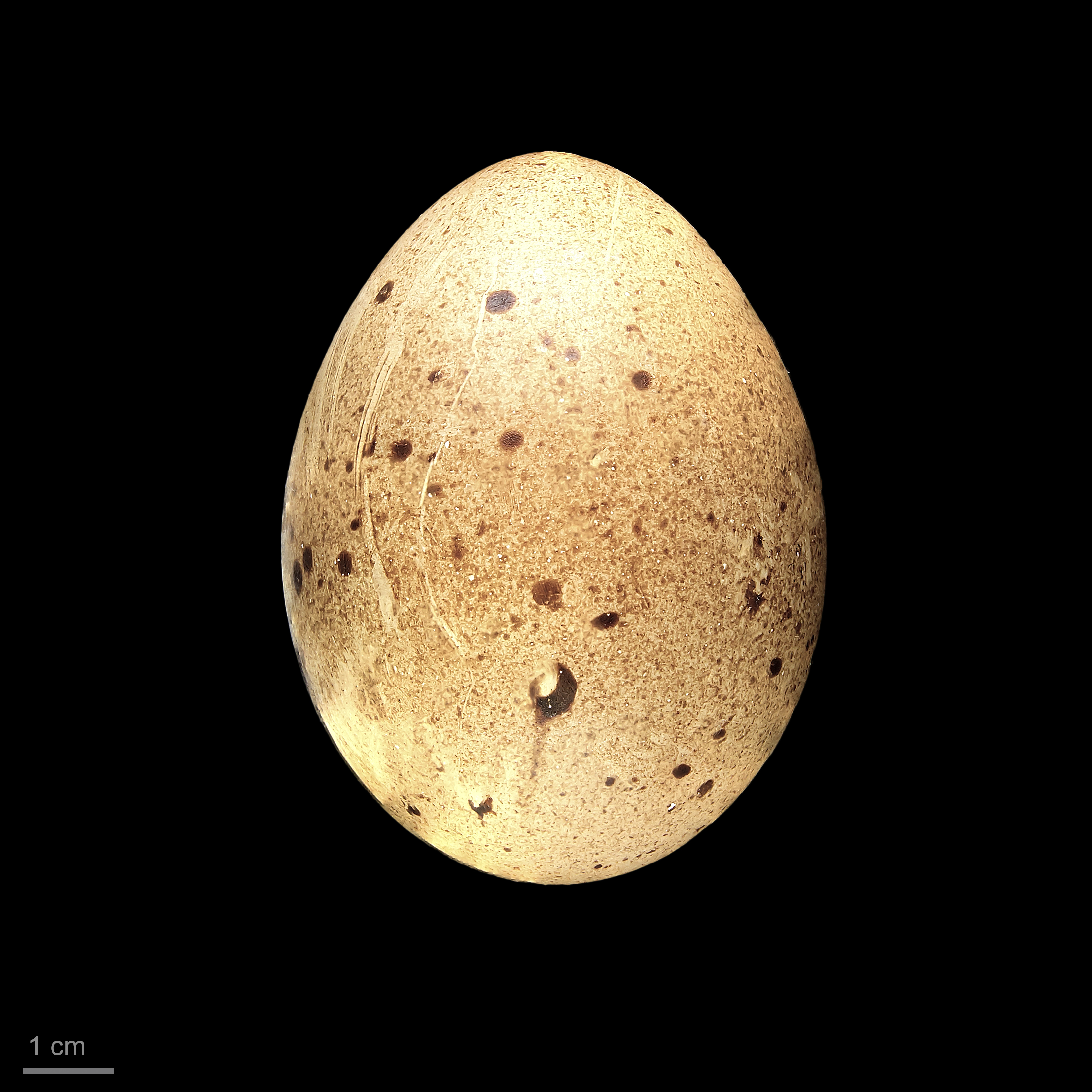
Ei des Satyrtragopans

Der Satyrtragopan ernährt sich überwiegend von pflanzlichen Stoffen. Er frisst Gräser, Blätter, Beeren und Insekten.
Die Brutzeit ist im Mai und Juni. Die Tiere bauen ihr Nest am Boden oder auf Bäumen. Die Weibchen legen 4 bis 8 Eier. Die Dauer der Brutzeit beträgt 28 Tage.

## Gefährdung
Der Satyrtragopan wird in der Roten Liste der IUCN als „potenziell gefährdet“ (NT near threatened) geführt. Jagddruck und Habitatzerstörung bedingen einen allmählichen Bestandsrückgang.
Der Vogel ist allerdings oft in zoologischen Einrichtungen anzutreffen und wird in diesen zum Arterhalt gezielt gezüchtet.